# Pont Maréchal-Juin
Le pont Maréchal-Juin est un pont traversant la Saône à Lyon depuis 1973. Il a été construit pour compenser la destruction du pont du Change, bâti 150 mètres en amont au XIe siècle, reconstruit au XIXe siècle et détruit en 1974.

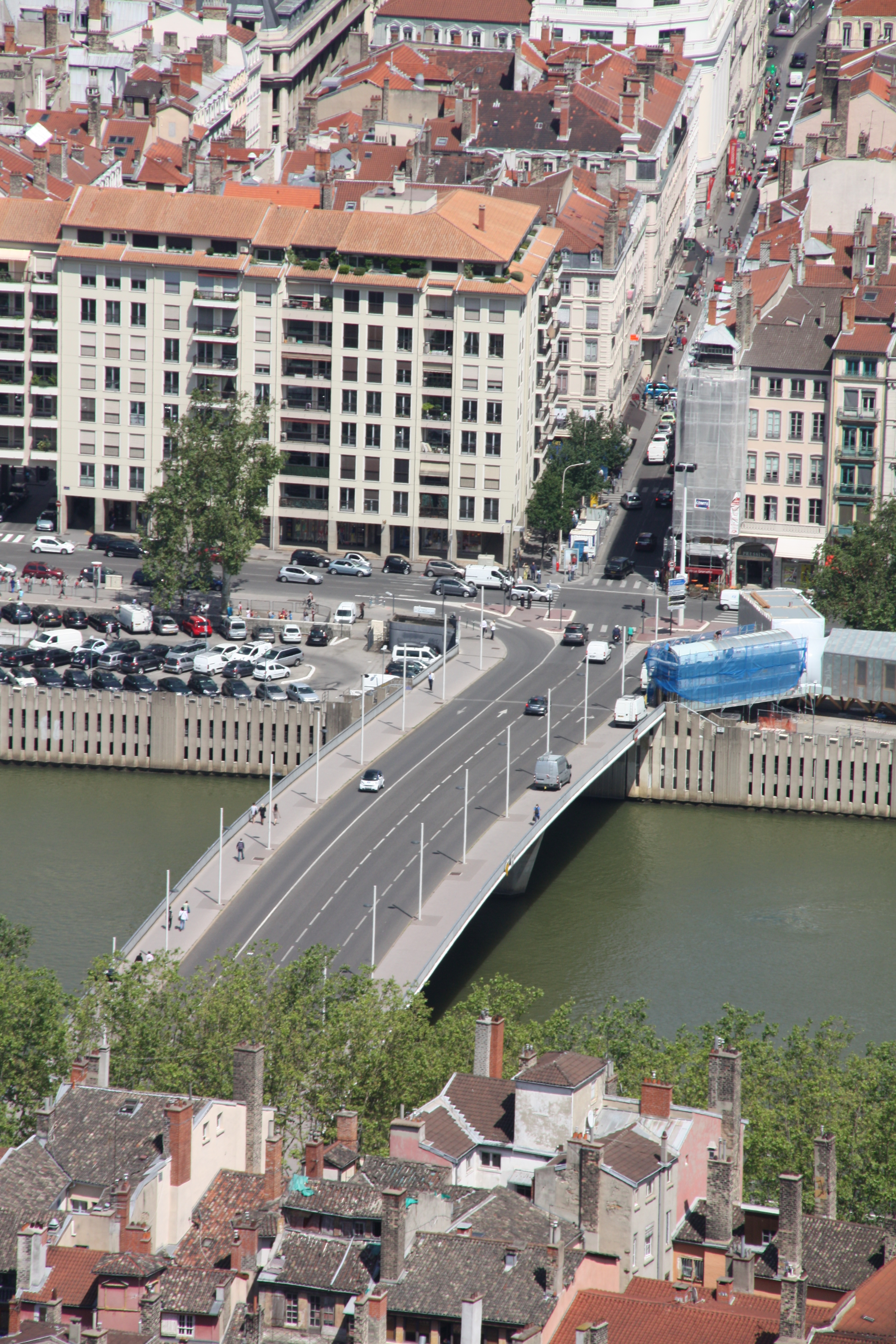
Le pont vu des toits de la Basilique Notre-Dame de Fourvière.

## Historique
Trop gênant pour la navigation fluviale et ne répondant pas aux exigences de la circulation automobile, l'ancien pont du Change est démoli en 1974 et un nouveau pont, le pont Maréchal-Juin est construit quelque 150 m en aval afin d'être dans l'alignement de la rue Grenette. Le nouveau pont dessiné par l'architecte Gilbert Lamboley est construit entre 1971 et 1973 sous la direction de l'ingénieur Michel Merlin. Il est inauguré le 8 décembre 1973. Long de 131,80 m, il est doté d'une chaussée de 14 m encadrée par des trottoirs de 4 m.
En 2022, des travaux de consolidation d'une de ses piles sont nécessaires.

## Sources
- Cet article est partiellement ou en totalité issu de l'article intitulé « Pont du Change » (voir la liste des auteurs).